# Course en ligne masculine aux championnats du monde de cyclisme sur route 1997
Navigation
Lugano 1996 Fauquemont 1998
La course en ligne masculine des championnats du monde de cyclisme sur route 1997 a eu lieu le dimanche 12 octobre 1997 à Saint-Sébastien, en Espagne, sur une distance de 265,5 kilomètres. Elle a été remportée par le Français Laurent Brochard, qui s'est imposé au sprint devant le Danois Bo Hamburger et le Néerlandais Léon van Bon.

## Qualification

### Nations participantes
| - Allemagne (12) - Australie (4) - Belgique (13) - Canada (2) - Colombie (8) - Danemark (12) - Espagne (12) - Estonie (2) - États-Unis (6) | - France (12) - Italie (12) - Lettonie (2) - Lituanie (1) - Mexique (1) - Moldavie (1) - Pays-Bas (12) - Pologne (8) - Royaume-Uni (8) | - Russie (8) - Slovénie (1) - Suède (4) - Suisse (12) - Tchéquie (2) - Ukraine (7) - Yougoslavie (1) |

## Classement
Source : Pro Cycling Stats. 87 coureurs (sur les 163 inscrits au départ) ont terminé la course.
| #   | D.  | Coureur                    | Pays       | Temps           |
| --- | --- | -------------------------- | ---------- | --------------- |
| 1er | 41  | Laurent Brochard           | France     | 6 h 16 min 48 s |
| 2e  | 51  | Bo Hamburger               | Danemark   | + 0 s           |
| 3e  | 104 | Léon van Bon               | Pays-Bas   | + 0 s           |
| 4e  | 90  | Udo Bölts                  | Allemagne  | + 0 s           |
| 5e  | 78  | Melchor Mauri              | Espagne    | + 0 s           |
| 6e  | 16  | Laurent Dufaux             | Suisse     | + 0 s           |
| 7e  | 150 | Lauri Aus                  | Estonie    | + 9 s           |
| 8e  | 1   | Johan Museeuw              | Belgique   | + 16 s          |
| 9e  | 125 | Glenn Magnusson            | Suède      | + 16 s          |
| 10e | 27  | Michele Bartoli            | Italie     | + 16 s          |
| 11e | 38  | Laurent Jalabert           | France     | + 16 s          |
| 12e | 17  | Mauro Gianetti             | Suisse     | + 16 s          |
| 13e | 30  | Francesco Casagrande       | Italie     | + 16 s          |
| 14e | 35  | Davide Rebellin            | Italie     | + 16 s          |
| 15e | 106 | Aart Vierhouten            | Pays-Bas   | + 49 s          |
| 16e | 100 | Jens Zemke                 | Allemagne  | + 50 s          |
| 17e | 130 | Henk Vogels                | Australie  | + 57 s          |
| 18e | 143 | Andreï Tchmil              | Ukraine    | + 57 s          |
| 19e | 49  | Cédric Vasseur             | France     | + 57 s          |
| 20e | 37  | Andrea Tafi                | Italie     | + 58 s          |
| 21e | 15  | Oscar Camenzind            | Suisse     | + 58 s          |
| 22e | 54  | Lars Michaelsen            | Danemark   | + 58 s          |
| 23e | 4   | Jo Planckaert              | Belgique   | + 58 s          |
| 24e | 44  | Nicolas Jalabert           | France     | + 58 s          |
| 25e | 89  | Piotr Ugrumov              | Russie     | + 58 s          |
| 26e | 94  | Kai Hundertmarck           | Allemagne  | + 58 s          |
| 27e | 2   | Wilfried Peeters           | Belgique   | + 58 s          |
| 28e | 65  | Christopher Horner         | États-Unis | + 58 s          |
| 29e | 158 | Zbigniew Piątek            | Pologne    | + 58 s          |
| 30e | 79  | Ángel Edo                  | Espagne    | + 58 s          |
| 31e | 66  | Chann McRae                | États-Unis | + 58 s          |
| 32e | 109 | Bart Voskamp               | Pays-Bas   | + 58 s          |
| 33e | 154 | Dariusz Baranowski         | Pologne    | + 58 s          |
| 34e | 28  | Gianluca Bortolami         | Italie     | + 58 s          |
| 35e | 93  | Christian Henn             | Allemagne  | + 58 s          |
| 36e | 48  | Bruno Thibout              | France     | + 58 s          |
| 37e | 10  | Peter Van Petegem          | Belgique   | + 58 s          |
| 38e | 7   | Mario Aerts                | Belgique   | + 58 s          |
| 39e | 63  | Tyler Hamilton             | États-Unis | + 58 s          |
| 40e | 42  | Frédéric Guesdon           | France     | + 58 s          |
| 41e | 71  | Daniel Clavero             | Espagne    | + 58 s          |
| 42e | 110 | Servais Knaven             | Pays-Bas   | + 58 s          |
| 43e | 107 | Max van Heeswijk           | Pays-Bas   | + 58 s          |
| 44e | 46  | Laurent Roux               | France     | + 58 s          |
| 45e | 72  | Félix García Casas         | Espagne    | + 58 s          |
| 46e | 31  | Gianni Faresin             | Italie     | + 58 s          |
| 47e | 20  | Armin Meier                | Suisse     | + 58 s          |
| 48e | 53  | Claus Michael Møller       | Danemark   | + 58 s          |
| 49e | 103 | Erik Breukink              | Pays-Bas   | + 58 s          |
| 50e | 102 | Michael Boogerd            | Pays-Bas   | + 58 s          |
| 51e | 108 | Koos Moerenhout            | Pays-Bas   | + 58 s          |
| 52e | 75  | Roberto Heras              | Espagne    | + 58 s          |
| 53e | 9   | Axel Merckx                | Belgique   | + 58 s          |
| 54e | 91  | Bert Dietz                 | Allemagne  | + 58 s          |
| 55e | 144 | Serhiy Honchar             | Ukraine    | + 58 s          |
| 56e | 29  | Gianni Bugno               | Italie     | + 58 s          |
| 57e | 33  | Maurizio Fondriest         | Italie     | + 58 s          |
| 58e | 68  | Marino Alonso              | Espagne    | + 58 s          |
| 59e | 50  | Bjarne Riis                | Danemark   | + 58 s          |
| 60e | 39  | Richard Virenque           | France     | + 1 min 04 s    |
| 61e | 124 | Michel Lafis               | Suède      | + 7 min 35 s    |
| 62e | 156 | Zenon Jaskuła              | Pologne    | + 7 min 35 s    |
| 63e | 159 | Andrzej Sypytkowski        | Pologne    | + 7 min 35 s    |
| 64e | 129 | Dainis Ozols               | Lettonie   | + 7 min 35 s    |
| 65e | 81  | Sergueï Ivanov             | Russie     | + 7 min 35 s    |
| 66e | 122 | Michael Andersson          | Suède      | + 7 min 35 s    |
| 67e | 3   | Nico Mattan                | Belgique   | + 7 min 35 s    |
| 68e | 64  | Marty Jemison              | États-Unis | + 7 min 35 s    |
| 69e | 128 | Tomáš Konečný              | Tchéquie   | + 7 min 35 s    |
| 70e | 62  | Frank McCormack            | États-Unis | + 7 min 43 s    |
| 71e | 139 | José Castelblanco          | Colombie   | + 8 min 32 s    |
| 72e | 36  | Luca Scinto                | Italie     | + 8 min 32 s    |
| 73e | 98  | Mario Kummer               | Allemagne  | + 8 min 32 s    |
| 74e | 155 | Piotr Chmielewski          | Pologne    | + 8 min 32 s    |
| 75e | 85  | Alexei Sivakov             | Russie     | + 8 min 32 s    |
| 76e | 82  | Sergei Uslamin             | Russie     | + 8 min 32 s    |
| 77e | 76  | Marcos Serrano             | Espagne    | + 8 min 32 s    |
| 78e | 95  | Sascha Henrix              | Allemagne  | + 8 min 32 s    |
| 79e | 57  | Søren Petersen             | Danemark   | + 8 min 32 s    |
| 80e | 69  | José Vicente García Acosta | Espagne    | + 8 min 32 s    |
| 81e | 8   | Kurt Van de Wouwer         | Belgique   | + 8 min 32 s    |
| 82e | 52  | Brian Holm Sørensen        | Danemark   | + 8 min 32 s    |

| #   | D.  | Coureur                   | Pays        | Temps         |
| --- | --- | ------------------------- | ----------- | ------------- |
| 83e | 56  | Frank Høj                 | Danemark    | + 8 min 32 s  |
| 84e | 96  | Jörg Jaksche              | Allemagne   | + 8 min 32 s  |
| 85e | 161 | Cezary Zamana             | Pologne     | + 11 min 55 s |
| 86e | 160 | Piotr Wadecki             | Pologne     | + 11 min 55 s |
| 87e | 137 | Federico Muñoz            | Colombie    | + 11 min 55 s |
|     | 131 | Scott Sunderland          | Australie   | Abandon       |
|     | 132 | Peter Rogers              | Australie   | Abandon       |
|     | 133 | Jonathan Hall             | Australie   | Abandon       |
|     | 140 | Dubán Ramírez             | Colombie    | Abandon       |
|     | 136 | Jairo Hernández           | Colombie    | Abandon       |
|     | 134 | Julio César Aguirre       | Colombie    | Abandon       |
|     | 141 | Víctor Hugo Peña          | Colombie    | Abandon       |
|     | 138 | Héctor Iván Palacio       | Colombie    | Abandon       |
|     | 135 | Carlos Alberto Contreras  | Colombie    | Abandon       |
|     | 58  | Mikael Holst Kyneb        | Danemark    | Abandon       |
|     | 55  | Nicolaj Bo Larsen         | Danemark    | Abandon       |
|     | 59  | Marc Strange Jacobsen     | Danemark    | Abandon       |
|     | 60  | Michael Sandstød          | Danemark    | Abandon       |
|     | 61  | Danny Jonasson            | Danemark    | Abandon       |
|     | 152 | Eric Wohlberg             | Canada      | Abandon       |
|     | 153 | Matt Anand                | Canada      | Abandon       |
|     | 92  | Stephan Gottschling       | Allemagne   | Abandon       |
|     | 99  | Tobias Steinhauser        | Allemagne   | Abandon       |
|     | 97  | Andreas Klier             | Allemagne   | Abandon       |
|     | 101 | Marcel Wüst               | Allemagne   | Abandon       |
|     | 123 | Magnus Bäckstedt          | Suède       | Abandon       |
|     | 142 | Miguel Arroyo             | Mexique     | Abandon       |
|     | 116 | David Millar              | Royaume-Uni | Abandon       |
|     | 121 | Julian Winn               | Royaume-Uni | Abandon       |
|     | 120 | Dan Smith                 | Royaume-Uni | Abandon       |
|     | 117 | Matthew Stephens          | Royaume-Uni | Abandon       |
|     | 115 | Jeremy Hunt               | Royaume-Uni | Abandon       |
|     | 114 | Maximilian Sciandri       | Royaume-Uni | Abandon       |
|     | 118 | John Tanner               | Royaume-Uni | Abandon       |
|     | 119 | Mark Walsham              | Royaume-Uni | Abandon       |
|     | 67  | Jonathan Vaughters        | États-Unis  | Abandon       |
|     | 147 | Alexander Rotar           | Ukraine     | Abandon       |
|     | 148 | Alexei Nakazny            | Ukraine     | Abandon       |
|     | 145 | Vladimir Poulnikov        | Ukraine     | Abandon       |
|     | 146 | Yuri Prokopenko           | Ukraine     | Abandon       |
|     | 24  | Beat Zberg                | Suisse      | Abandon       |
|     | 23  | Tony Rominger             | Suisse      | Abandon       |
|     | 22  | Pascal Richard            | Suisse      | Abandon       |
|     | 18  | Rolf Jaermann             | Suisse      | Abandon       |
|     | 14  | Niki Aebersold            | Suisse      | Abandon       |
|     | 21  | Roland Meier              | Suisse      | Abandon       |
|     | 19  | Fabian Jeker              | Suisse      | Abandon       |
|     | 25  | Alex Zülle                | Suisse      | Abandon       |
|     | 157 | Jacek Mickiewicz          | Pologne     | Abandon       |
|     | 163 | Martin Hvastija           | Slovénie    | Abandon       |
|     | 149 | Jaan Kirsipuu             | Estonie     | Abandon       |
|     | 151 | Remigius Lupeikis         | Lituanie    | Abandon       |
|     | 127 | Ján Svorada               | Tchéquie    | Abandon       |
|     | 162 | Ruslan Ivanov             | Moldavie    | Abandon       |
|     | 74  | Juan Carlos Domínguez     | Espagne     | Abandon       |
|     | 77  | Alberto Leanizbarrutia    | Espagne     | Abandon       |
|     | 73  | Igor González de Galdeano | Espagne     | Abandon       |
|     | 70  | José María Jiménez        | Espagne     | Abandon       |
|     | 32  | Andrea Ferrigato          | Italie      | Abandon       |
|     | 34  | Fabrizio Guidi            | Italie      | Abandon       |
|     | 26  | Alessandro Baronti        | Italie      | Abandon       |
|     | 47  | Francisque Teyssier       | France      | Abandon       |
|     | 40  | Stéphane Barthe           | France      | Abandon       |
|     | 45  | Christophe Moreau         | France      | Abandon       |
|     | 43  | Pascal Hervé              | France      | Abandon       |
|     | 80  | Dimitri Konyshev          | Russie      | Abandon       |
|     | 84  | Viatcheslav Djavanian     | Russie      | Abandon       |
|     | 86  | Andrei Zintchenko         | Russie      | Abandon       |
|     | 83  | Alexander Gontchenkov     | Russie      | Abandon       |
|     | 112 | Steven de Jongh           | Pays-Bas    | Abandon       |
|     | 113 | Maarten den Bakker        | Pays-Bas    | Abandon       |
|     | 105 | Danny Nelissen            | Pays-Bas    | Abandon       |
|     | 111 | Tristan Hoffman           | Pays-Bas    | Abandon       |
|     | 13  | Carlo Bomans              | Belgique    | Abandon       |
|     | 5   | Peter Farazijn            | Belgique    | Abandon       |
|     | 6   | Marc Wauters              | Belgique    | Abandon       |
|     | 12  | Geert Van Bondt           | Belgique    | Abandon       |
|     | 11  | Ludo Dierckxsens          | Belgique    | Abandon       |
|     | 126 | Dragomir Živković         | Yougoslavie | Abandon       |
|     | 87  | Pavel Tonkov              | Russie      | Forfait       |
|     | 88  | Evgueni Berzin            | Russie      | Forfait       |

## Allégations de dopage
Quelques mois après sa victoire lors de ce championnat du monde, dans le cadre de l'« affaire Festina », Laurent Brochard fait partie des coureurs de l'équipe Festina reconnaissant s'être dopé. Cet aveu lui vaut une suspension de compétition prononcée en décembre 1998 et valable jusqu'au 1er mai 1999. L'affaire Festina a permis de mettre au jour l'organisation du dopage au sein de l'équipe du même nom, et dont bénéficiaient la quasi-totalité des coureurs, dont Laurent Brochard.
Le soigneur de l'équipe Willy Voet, dont l'arrestation en juillet 1998 est à l'origine de cette affaire, revèle dans le livre Massacre à la chaîne paru en 1999 que Laurent Brochard a fait l'objet d'un contrôle antidopage positif à la lidocaïne lors de sa victoire au championnat du monde sur route de 1997. Voet, qui s'occupait des coureurs de Festina sélectionnés en équipe de France lors de ces championnats, impute ce contrôle positif à une prise d'Inzitan, un corticoîde qui aurait été prescrit à Brochard par un autre soigneur de Festina présent lors des championnats et qui s'occupait de ce coureur durant le reste de la saison. Le médecin de l'équipe Festina, Fernando Jimenez, a alors fourni un certificat médical antidaté, justifiant la prise de ce médicament par la hernie discale dont souffre Brochard. L'Union cycliste internationale a accepté ce certificat et aucune procédure disciplinaire n'a été ouverte à l'encontre de Laurent Brochard, bien que le règlement exigeait que le certificat fut présenté lors du contrôle antidopage. Willy Voet affirme par ailleurs que Brochard a « suivi la même préparation » que Richard Virenque et Pascal Hervé lors de ce championnat, comprenant de l'EPO, de l'hormone de croissance et des corticoïdes,.